# Шопрон
Шо́прон (венг.  Sopron; Э́денбург, нем. Ödenburg) — город на северо-западе Венгрии, близ австрийской границы. Второй по величине город медье Дьёр-Мошон-Шопрон после Дьёра. Численность населения на 1 января 2014 года — 61 249 человек.

## География и транспорт
Город расположен примерно в 220 километрах к западу от Будапешта, в 80 километрах к западу от Дьёра, в 50 километрах к северу от Сомбатхея и в 60 километрах к юго-востоку от Вены. Австрийская граница проходит в 6 километрах от города. Через Шопрон протекает небольшая речка Иква, принадлежащая бассейну озера Нойзидлер-Зее (Фертё). Само озеро лежит в 10 километрах к северо-востоку от Шопрона. Город связан автомобильными и железнодорожными путями с Веной, Дьёром и городами региона Балатона.

## История

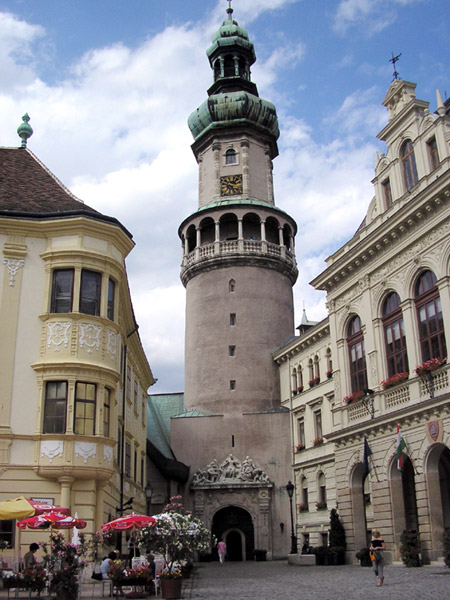
Пожарная башня

Поселение на месте города существовало с глубокой древности. В римский период здесь существовал город Скарбантия, лежащий на Янтарном торговом пути, соединявшем Прибалтику и южную Европу. Форум Скарбантии находился на том же месте, где сейчас располагается главная площадь Шопрона.
После краха империи город был полностью разорён и вновь восстановлен уже после прихода венгров. В XI веке здесь были построены городские стены и укреплённый замок. Своё венгерское имя — Шопрон — город получил по имени одного из владельцев замка. Первое упоминание имени Шопрон зафиксировано в 1153 году. В XIII веке Шопрон получил статус свободного королевского города.
Во время турецкого нашествия на Венгрию в XVI веке город был в 1529 году разграблен турецкой армией, однако установить контроль над Шопроном турки не смогли. В город стекалось большое количество беженцев с оккупированных территорий, что привело к его росту. В 1676 году Шопрон был уничтожен мощным пожаром. Современный исторический центр Шопрона был отстроен в несколько последующих десятилетий. В это же время Шопрон стал столицей одноимённого комитата.
После Первой мировой войны и распада Австро-Венгрии от Венгрии были отторгнуты в пользу соседей значительные территории. Западная Венгрия (Бургенланд), вместе с Шопроном согласно Сен-Жерменскому и Трианонскому договору должна была отойти Австрии, однако Венгрия отказывалась передавать город. На Венецианской конференции в октябре 1921 года, при посредничестве Италии, Австрия и Венгрия договорились, что участь города должен был решить референдум. На прошедшем в декабре 1921 года плебисците 65 % голосов было отдано за оставление Шопрона в Венгрии.
Во время Второй мировой войны город сильно пострадал, а почти всё многочисленное еврейское население города было истреблено в лагерях смерти. Советская армия освободила Шопрон 1 апреля 1945 года.
19 августа 1989 года на австро-венгерской границе рядом с Шопроном состоялся так называемый Европейский пикник. По взаимной договорённости на три часа была открыта граница между странами, чем воспользовались более шестисот граждан ГДР, уехавших на Запад. Шопронский Европейский пикник стал одним из символов падения железного занавеса.

## Экономика
В социалистический период в городе было построено несколько индустриальных предприятий. После крушения социализма Шопрон стал одним из главных центров экономических связей с Австрией. Быстро развивается туристическая сфера. Большое значение имеет пищевая промышленность, в том числе виноделие и пивоварение (марка «Шопрони»).

## Достопримечательности

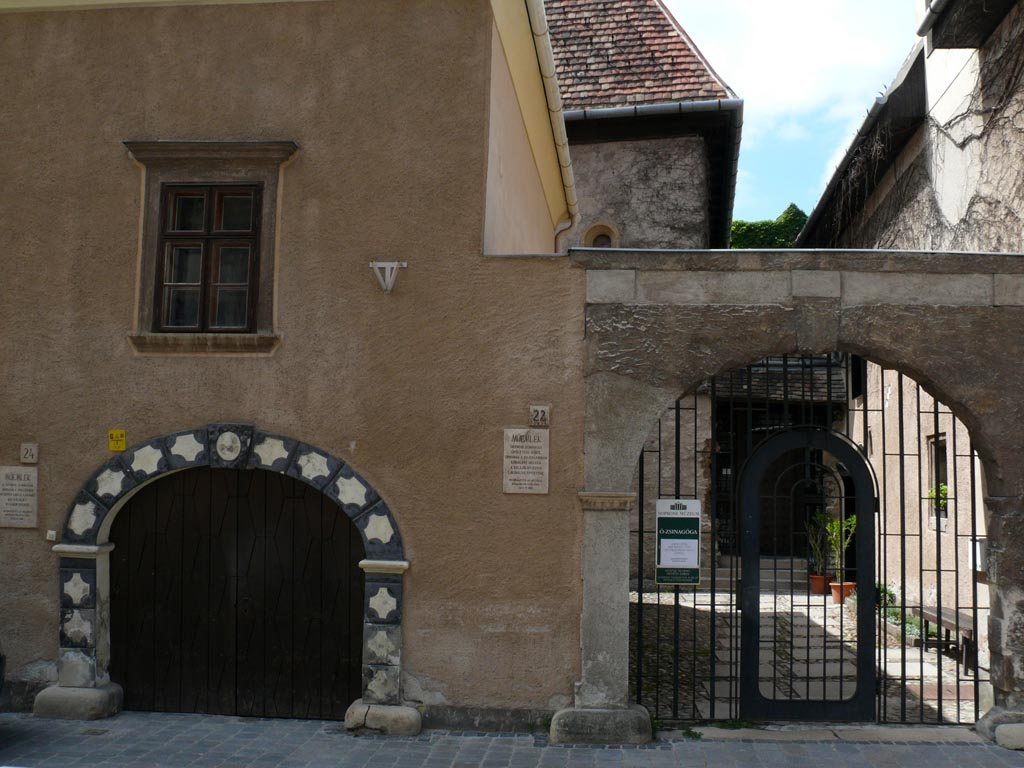
Старая синагога

- Исторический центр Шопрона представляет собой хорошо сохранившийся памятник городской планировки XVI—XVIII века. Большинство исторических строений центра города — памятники австрийского барокко.
- Пожарная башня. 60-метровая башня построена в стиле неоренессанса. Первоначальная башня была построена в XI веке на римском фундаменте и с тех пор неоднократно перестраивалась. В нижней части башни расположены «Ворота верности» в память о референдуме 1921 года, где граждане города проголосовали за принадлежность Шопрона Венгрии. Ворота украшены девизом «Civitas Fidelissima» (Вернейшие граждане).
- Ансамбль центральной площади. Центральная площадь (Fő tér) окружена старинными домами, большинство из которых является памятниками архитектуры. Наиболее примечательны «дом Шторно» (ныне музей), «дом генерала» (музей современной скульптуры) и «дом Гамбринус». В центре площади стоит чумная колонна или колонна Святой Троицы (1680 год, барокко).
- Церковь доминиканцев. Известна также под прозвищем «Козья церковь». Церковь построена в готическом стиле в конце XIII века, неоднократно перестраивалась. В современном облике церкви уже больше барочных черт, чем готических.
- Церковь Святого Георгия. XVII—XVIII века, барокко. До 1674 года принадлежала протестантам, затем передана католическому ордену иезуитов. Колокольня возведена в 1882 году.
- Старая синагога. Одна из старейших синагог Центральной Европы, построена в 1379 году.
- Лесохозяйственный и лесопромышленный университет Шопрона — одно из крупнейших в Европе учебных заведений, специализирующихся в лесоводстве и лесоведении (основан в 1808 году)

## Спорт
В городе базируется футбольная команда — ФК Шопрон. В 2005 году команда выигрывала кубок страны. В сезоне 2007/2008 года команда объявила о банкротстве, после чего результаты её матчей были аннулированы, и команда исключена из высшего дивизиона.
В 2022 году проходил Чемпионат мира по водным видам спорта.

## Население
| Год  | Численность | Численность |
| ---- | ----------- | ----------- |
| 2013 | 60 528      | [ 4 ]       |
| 2014 | 61 249      | [ 5 ]       |
| 2018 | 62 454      | [ 6 ]       |
| 2022 | 60 334      | [ 7 ]       |
| 2023 | 61 784      | [ 8 ]       |
| 2024 | 61 589      | [ 2 ]       |

## Города-побратимы
- Айзенштадт, Австрия
- Бад-Вимпфен, Германия
- Больцано, Италия (1990)
- Велико-Тырново, Болгария (23 марта 2002)
- Велико-Тырново, Болгария (23 марта 2002)
- Кадзуно, Япония
- Кемптен, Германия (1987)
- Медиаш, Румыния
- Роршах, Швейцария
- Сейняйоки, Финляндия
- Эйлат, Израиль